# Joseph et Loys Roux
Pour les articles homonymes, voir Roux (patronyme).
Les frères Joseph et Louis, dit « Loys », Roux sont deux prêtres catholiques et photographes amateurs, engagés volontaires pendant la Première Guerre mondiale, qui ont réalisé 1 919 clichés du conflit.

## Biographie
Les frères Roux sont les fils de Jean-Baptiste Roux, receveur des postes, et de Marie Monnet. Joseph naît le 7 avril 1881 à Quincié-en-Beaujolais (Rhône) et Louis le 12 novembre 1882 à Buxy (Saône-et-Loire). Ils ont deux frères et une sœur.
Joseph et Loys suivent un parcours scolaire identique, qui  les conduit du petit séminaire de Saint-Godard aux grands séminaires d'Aix et de Lyon. L'aîné est ordonné prêtre en 1907 et le cadet, un an plus tard. C'est au séminaire que Louis, de son propre chef, se fait appeler « Loys ». Avant la Première Guerre mondiale, ils sont, comme une grande partie du clergé catholique français de l'époque, nationalistes, militaristes et hostiles à la République.
Les deux frères sont engagés volontaires en 1914, l'un en tant qu'infirmier, l'autre en tant que brancardier. Loys est caporal, Joseph simple soldat. Ils servent d'abord au sein de l'ambulance 13 du 7e corps d'armée, un peu à l'arrière du front, dans les Vosges. Dès les premières semaines du conflit, Joseph, et dans une bien moindre mesure, Loys prennent des photographies : bâtiments en ruine dans Saint-Dié, prisonniers allemands en route vers un camp, inhumation de soldats français. Loys, lui, tient un journal de guerre. En mai 1915, désireux d'être au plus près des combats, ils rejoignent le 23e  régiment d'infanterie après avoir rencontré le médecin major Frantz Adam (lui-même photographe) qui officie au 1er bataillon de l'unité.

### La mort de Joseph
Joseph Roux meurt le 21 décembre 1915 dans la terrible bataille du Hartmannswillerkopf dans le massif des Vosges en voulant sauver un camarade blessé. Loys constate son absence dès le lendemain : « Pas de nouvelle de Joseph. Nul ne l'a vu, ça me paraît bizarre. » Il devine rapidement qu'on lui cache quelque chose : « Couché, je ne dormais pas. J'entendis chuchoter mystérieusement et certes j'avais déjà trouvé bizarre la réponse unanime "nous n'avons pas vu votre frère !" Harassé, je ne me frappais pas trop. » Le 23, il est encore animé d'un inquiétant pressentiment : « Nul ne l'a vu. On me cache quelque chose.» Puis c'est la vérité : « Bogo m'apprend la triste nouvelle. Joseph tué en pansant le sous-lieutenant Bois. Tué sur le coup.» Loys tente à plusieurs reprises de retrouver la dépouille de son frère pour lui offrir une sépulture. Mais son corps est dans une zone reprise par les Allemands. Le 6 janvier 1916, il se résigne : « Combien Joseph va me manquer ! Nous nous étions toujours suivis. Il est certainement enterré déjà par les Allemands. » Son régiment quitte le Hartmannswillerkopf peu de temps après.

### Le parcours de Loys

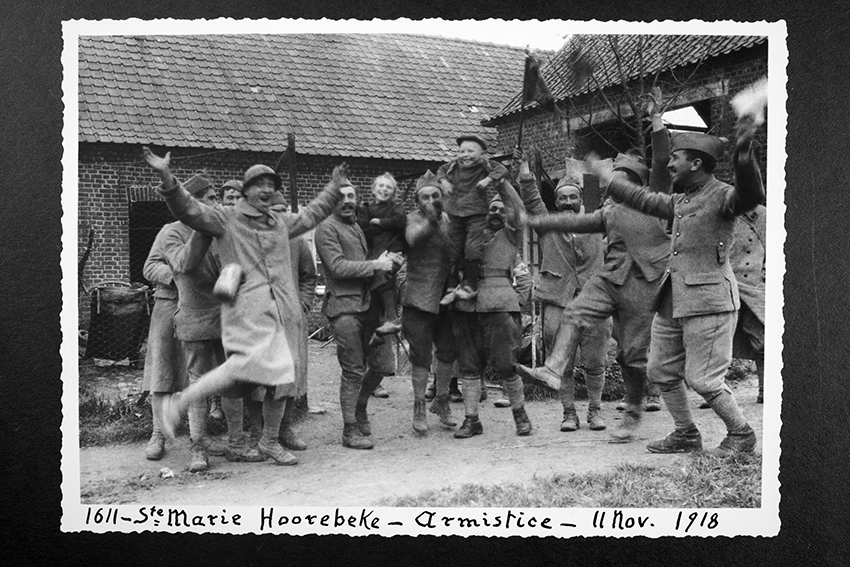
Les soldats français à l'annonce de l'armistice le 11 novembre 1918.

Loys Roux suit son unité au gré des affectations de son unité et participe notamment aux batailles de la Somme et du Chemin des Dames, et à l'offensive des Cent-Jours. Alors qu'il avait  accueilli la déclaration de guerre avec enthousiasme, il devient de plus en plus critique de l'institution militaire au fil du conflit, allant jusqu'à professer un très net antimilitarisme, comme en témoignent les notes qu'il jette quotidiennement dans son journal. La conduite de la guerre par les officiers généraux fait ainsi l'objet de violentes charges dans son journal : en 1917, la préparation de ce que l'on appellera « offensive Nivelle » lui semble déficiente dès le mois de mars, notamment à cause des trop faibles forces aériennes. Dans son journal, il relate en 1917 une mutinerie. Une fois apaisée, il écrit : « Stupéfiant !, inouï ! pour ramener les soldats au devoir, à l'amour de la patrie, à l'amour du drapeau on a fait appel à... Hervé ! [...] Quelle aberration ! Quel manque de dignité ! et quel manque de psychologie ! [...] Ça n'a pas pris. Oh ! Mais pas du tout ! [...] Comme disent les poilus on nous donne Hervé pour nous faire la leçon, ce vendu qui a tourné casaque du jour au lendemain. Il faut n'avoir pas de cœur. »
Il prend des photographies de la vie dans les tranchées et des combats jusqu'à la démobilisation au début de 1919.
Son dossier militaire témoigne de sa valeur, évoquant à son sujet un « sang-froid à toute épreuve » et le présentant comme un « modèle de courage et d'abnégation » dans l'exercice de sa mission.
Dans l'entre-deux-guerres, il est curé à Cherier dans la Loire, à  Jullié dans le département du Rhône puis à Chénas dans ce même département, de 1937 à sa retraite en 1959. Il meurt à Vernaison dans le Rhône le 16 juillet 1970, à 87 ans.

## Technique photographique, diffusion, conservation
Les frères Roux pratiquaient la photographie dès avant 1914 et leur technique s'est affinée au cours du conflit : utilisation du magnésium pour créer une sorte de flash, réglages sur plusieurs types de papier révélateur (Kodak, Nikko, gélatino-platine de Duvau, Lumière), développement sur pellicule Agfa. Ils n'ont en revanche jamais réalisé d'autochromes.
Joseph et Loys ont également vendu certains de leurs tirages aux hebdomadaires L'Illustration et Le Miroir. Ainsi, le n° 3797, daté du 11 décembre 1915 du premier de ces magazines, propose en pleine page un cliché du 7 novembre précédent réalisé par Joseph et montrant Loys procédant à l'absoute. Pour le numéro du 9 mai 1917, c'est une photographie de prisonniers allemands réalisée dans les premières heures de l'offensive Nivelle et pour celui du 13 octobre, c'est celle de l'arrivée du régiment dans des camions au camp de Suippes, datée du 16 juin de la même année. Cette photographie sera ensuite régulièrement utilisée pour montrer la motorisation de l'armée française. À la fin de la guerre, Loys note dans son journal que L'Illustration lui a acheté six clichés.

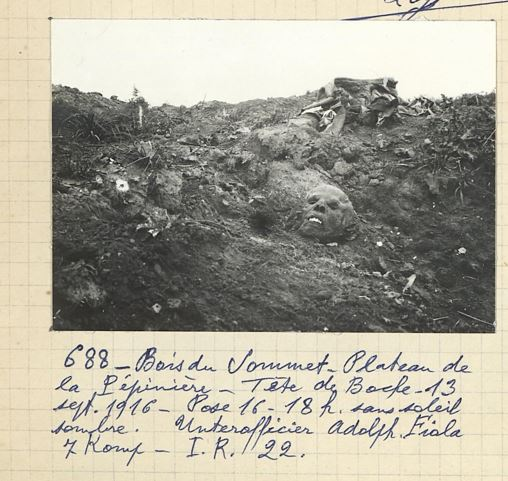
Crâne d'un soldat allemand, 13 septembre 1916.

Entre 1939 et le début des années 1960, Loys a recopié son journal dans quatre cahiers en l'agrémentant de commentaires (rédigés dans une encre de couleur différente) et en y intégrant les photographies. C'est au frontispice du premier cahier qu'il donne le nombre de 1 919, avant de préciser plus loin : « De l'abbé Joseph, 372, de moi, 1 547. Soit un total de 1 919, qui est le chiffre de l'année de la démobilisation. » Les petits carnets originaux, qui tenaient dans les poches de son uniforme et qui constituaient le journal, sont considérés comme perdus. Ayant procédé à plusieurs tirages de ses photographies, il les a aussi rassemblées à part dans un autre ensemble de six albums.
Les motivations de Loys restent assez mystérieuses. « Il ne justifie pas son travail et le garde pour son cercle proche, sans l'envoyer à sa hiérarchie. Il remet de l'ordre dans ses souvenirs sans qu'une autre motivation soit connue », explique l'archiviste et historien Laurent Veyssière, directeur de l'établissement de communication et de production audiovisuelle de la Défense.

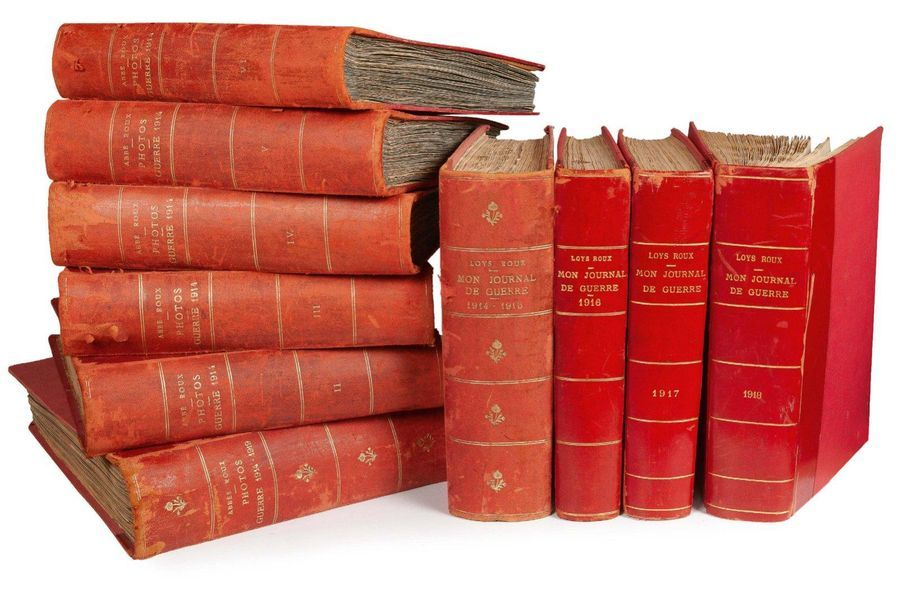
Les albums de photographies et le journal de guerre de Loys Roux.

En 2011, la société Aristophil acquiert l'ensemble des dix documents, qui font l'objet en 2014 d'une exposition au Musée des lettres et manuscrits, dont Jean-Pierre Guéno est le commissaire. Après la liquidation d'Aristophil, les quatre volumes du journal de guerre ont été achetés en 2020 lors d'une vente aux enchères par les Archives du département du Rhône et de la métropole de Lyon, qui ont mis en ligne l'intégralité du document.
Enfin, en 2021, 998 autres tirages des frères Roux sont donnés par Claude Raffin, petit-neveu de Joseph et Loys, à l'Établissement de communication et de production audiovisuelle de la Défense (ECPAD). En 2023, d'autres descendants des membres de la famille Roux confient à la même institution le soin de numériser un carnet qui constitue la suite du journal de Loys Roux, s'étalant de l'immédiat après-guerre jusqu'à 1945. À la demande de Laurent Veyssière, les historiens Yves Le Maner et Yann Prouillet réalisent en 2023 un ouvrage qui présente à la fois les extraits les plus intéressants du journal de Loys et les meilleures photographies des deux frères,.

## Apports à l'historiographie de la Grande Guerre

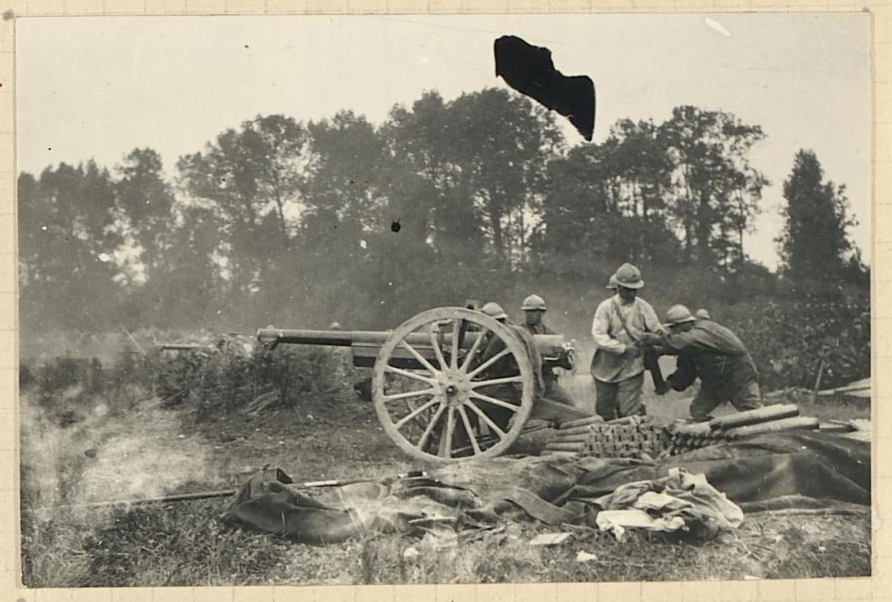
Un canon à la bataille de la Somme, en juillet 1916.

Les photographies des frères Roux sont souvent des scènes prises sur le vif et montrent parfois des sujets jusqu'alors peu représentés, voire inédits: obusiers servant un canon, bombardements nocturnes, longues marches des régiments pour se déplacer d'un endroit à l'autre du front, rassemblements des soldats à l'occasion des permissions, soldats du Kaiser courant pour se rendre ou souriant devant l'appareil, mais aussi un soldat allemand noir ou un sous-officier français exhortant les hommes du régiment à tuer les prisonniers. Le 1er septembre 1915, Joseph photographie une scène importante : la distribution des premiers casques Adrian, qui vont faire chuter de façon spectaculaire le nombre de blessures à la tête. Quant à Loys, il prend parfois de très gros risques pour prendre des photographies : en témoigne le cliché, pris à Verdun en 1917, d'une explosion d'un obus à gaz, à quelques mètres de son abri. 

Les soldats sortent de leur tranchée et passent à l'offensive. 17 avril 1917.

Il est aussi l'auteur de l'une des très rares photographies qui montrent un assaut : le premier jour de l'offensive Nivelle, il capture, avec le flou inévitable causé par une technique encore rudimentaire, l'image de ses camarades en train de sortir de la tranchée pour attaquer l'ennemi.
Le quotidien dans les tranchées est aussi montré dans toute sa diversité – l'ennui, la consommation de vin, la chasse aux rats – mais aussi dans sa dimension spirituelle, par la célébration de la messe.
Joseph et Loys Roux ont évidemment accordé une grande importance à l'identification des cadavres et à leur inhumation (y compris pour les ennemis). Pour un soldat dénommé François Grassoux, il note : « Tête enlevée par obus et corps coupé en deux - inhumé en avant ancienne tranchée de 1re ligne, tué le 8 juillet. » En revanche, et non plus que chez Frantz Adam (que Loys Roux hait par ailleurs), la pratique médicale est peu documentée dans le fonds Roux, les soins à apporter d'urgence à un blessé étant incompatibles avec la photographie.

Les vues des frères Roux enrichissent l'historiographie du conflit, en mettant en valeur certaines zones moins actives, aujourd'hui mal documentées, comme les combats à La Fontenelle, où les soldats des deux camps pratiquent la guerre des mines, ou dans les secteurs du Palon et de La Forain. Le premier jour de la bataille du Chemin des Dames fait également l'objet d'un récit minuté, où l'attaque réussie par 23e RI fait croire pendant quelques heures au succès de l'offensive décidée par le général Nivelle. L'historien Jean Lopez a fait l'éloge de leur production : «Tous deux ont immortalisé sur la pellicule des visages et des situations que l'on n'avait jamais vus. Avec un talent et un souffle saisissant.» 

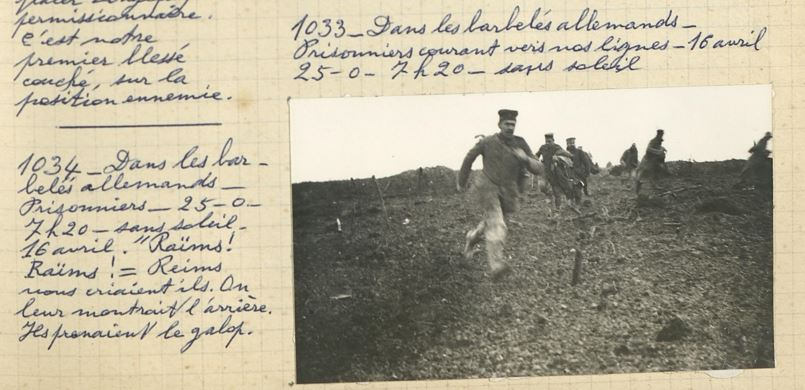
Soldats allemands qui se rendent au début de la bataille du Chemin des Dames.

Loys Roux a aussi livré un récit circonstancié de la mutinerie de son régiment les 1er et 2 juin 1917 à Ville-en-Tardenois dans la Marne, montrant au passage une grande sympathie pour ce mouvement. Il raconte notamment comment la troupe s'en est prise au général Bulot, hué, molesté, et dont les décorations ont été arrachées par un soldat.
L'historien André Loez émet l'hypothèse que Loys aurait même pris des photographies de l'événement. En effet, Frantz Adam mentionne dans son ouvrage Sentinelles, prenez garde à vous l'existence de deux clichés de la révolte (pendant laquelle il était en permission), qu'il dit avoir eus entre les mains, et ajoute : « Les photos prises par un infirmier furent saisies et servirent de pièces à conviction devant le conseil de guerre. » Loys est évidemment assimilé à cet infirmier. À l'appui de cette hypothèse est avancé le fait que le journal de Loys, pendant cette période et de façon inhabituelle, cesse d'illustrer le texte par l'image. Il n'existe toutefois aucune trace de ces éventuelles photographies, les archives de la 41e division d'infanterie, à laquelle était rattaché le 23e RI, ayant par ailleurs été détruites (de même qu'il n'existe aucune photographie pour l'ensemble des mutineries de 1917). Pour Yves Le Maner, cette hypothèse n'est pas tenable. Dans la retranscription de son carnet, Loys a aussi multiplié les commentaires a posteriori, souvent à l'encre rouge, mais il ne fait jamais état de photos prises ou confisquées par les autorités. Et l'historien d'ajouter : « Loys Roux était suffisamment fort et honnête pour ne pas avoir caché un tel épisode, qui n'avait rien de honteux, quarante-quatre ans après les faits.»                         

## Distinctions
- Joseph Roux : citation à l'ordre du 23e régiment d'infanterie le 20 octobre 1915, Croix de guerre 1914-1918, étoile de bronze et Médaille militaire à titre posthume le 19 mars 1920[17].

- Loys Roux : citation à l'ordre de la 82e brigade le 12 août 1916 et le 11 mai 1917, citation à l'ordre du 23e régiment d'infanterie le 6 juin 1918 et Croix de guerre 1914-1918, étoile de bronze[18], Médaille militaire le 9 octobre 1921, Légion d'honneur le 28 août 1960.

## Exposition
2014 (du 9 avril au 31 août) : « Entre les lignes et les tranchées », musée des Lettres et Manuscrits, Paris.